# Alpen Cup w kombinacji norweskiej 2020/2021
Alpen Cup w kombinacji norweskiej 2020/2021 to kolejna edycja tego cyklu zawodów. Rywalizacja miała rozpocząć się 12 września 2020 r. w niemieckim Winterbergu, jednak ostatecznie rozpoczęła się 17 października 2020 r. w Klingenthal, a zakończyła się 14 marca 2021 r. we francuskim Prémanon.
Tytułu z poprzedniej edycji bronił Austriak Fabio Obermeyr. W tym sezonie natomiast najlepszy okazał się inny z Austriaków – Florian Kolb.

## Kalendarz i wyniki
| Lp. | Data                 | Miejscowość            | Dystans               | 1. miejsce         | 2. miejsce      | 3. miejsce         |
| --- | -------------------- | ---------------------- | --------------------- | ------------------ | --------------- | ------------------ |
| 1.  | 12 września 2020     | Winterberg             | Gundersen HS87/10 km  | Odwołano           | Odwołano        | Odwołano           |
| 2.  | 13 września 2020     | Winterberg             | Gundersen HS87/5 km   | Odwołano           | Odwołano        | Odwołano           |
| 3.  | 26 września 2020     | Kandersteg             | Gundersen HS106/10 km | Odwołano           | Odwołano        | Odwołano           |
| 4.  | 27 września 2020     | Kandersteg             | Gundersen HS106/5 km  | Odwołano           | Odwołano        | Odwołano           |
| 5.  | 17 października 2020 | Klingenthal            | Gundersen HS85/10 km  | Fabian Hafner      | Marco Heinis    | Severin Reiter     |
| 6.  | 18 października 2020 | Klingenthal            | Gundersen HS85/5 km   | Fabian Hafner      | Florian Kolb    | Marco Heinis       |
| 7.  | 19 grudnia 2020      | Seefeld                | Gundersen HS109/10 km | Samuel Lev         | Lenard Kersting | Simon Mach         |
| 8.  | 20 grudnia 2020      | Seefeld                | Gundersen HS109/5 km  | Iacopo Bortolas    | Samuel Lev      | Florian Kolb       |
| 9.  | 23 stycznia 2021     | Garmisch-Partenkirchen | Gundersen HS100/10 km | Odwołano           | Odwołano        | Odwołano           |
| 10. | 24 stycznia 2021     | Garmisch-Partenkirchen | Gundersen HS100/5 km  | Odwołano           | Odwołano        | Odwołano           |
| 11. | 20 lutego 2021       | Kranj                  | Gundersen HS109/10 km | Odwołano           | Odwołano        | Odwołano           |
| 12. | 21 lutego 2021       | Kranj                  | Gundersen HS109/5 km  | Odwołano           | Odwołano        | Odwołano           |
| 13. | 20 lutego 2021       | Ramsau                 | Gundersen HS98/5 km   | Florian Kolb       | Marco Heinis    | Fabian Hafner      |
| 14. | 21 lutego 2021       | Ramsau                 | Gundersen HS98/10 km  | Marco Heinis       | Florian Kolb    | Iacopo Bortolas    |
| 15. | 13 marca 2021        | Prémanon               | Gundersen HS90/5 km   | Stefan Rettenegger | Mattéo Baud     | Marco Heinis       |
| 16. | 14 marca 2021        | Prémanon               | Gundersen HS90/10 km  | Stefan Rettenegger | Simon Mach      | Sebastian Brandner |

## Klasyfikacja generalna
| M.  | Zawodnik           | Punkty |
| --- | ------------------ | ------ |
| 1.  | Florian Kolb       | 465    |
| 2.  | Marco Heinis       | 409    |
| 3.  | Fabian Hafner      | 377    |
| 4.  | Simon Mach         | 296    |
| 5.  | Iacopo Bortolas    | 272    |
| 6.  | Samuel Lev         | 233    |
| 7.  | Pirmin Maier       | 219    |
| 8.  | Stefan Rettenegger | 200    |
| 9.  | Severin Reiter     | 197    |
| 10. | Paul Walcher       | 190    |
| ... |                    |        |
| 49. | Mateusz Jarosz     | 8      |

| Lp. | Drużyna    | Punkty |
| --- | ---------- | ------ |
| 1.  | Austria    | 2133   |
| 2.  | Niemcy     | 1420   |
| 3.  | Francja    | 744    |
| 4.  | Włochy     | 583    |
| 5.  | Czechy     | 453    |
| 6.  | Szwajcaria | 170    |
| 7.  | Słowenia   | 152    |
| 8.  | Polska     | 8      |